# 전용주 (기업인)
전용주(田龍宙, 1967년 - )는 대한민국의 기업인이다.

## 학력
- 동아고등학교
- 서울대학교 경영학과 학사
- 서울대학교 대학원 경영학 석사 (회계학전공)

## 경력
- IHQ 이사
- IHQ 부사장
- CU미디어 대표이사 사장
- (사)한국케이블TV방송협회 감사
- 한국콘텐츠진흥원 방송진흥기금운영위원
- 아이에이치큐(IHQ) 대표이사
- 딜라이브 대표이사 사장
- 아이윌미디어 대표이사 사장

1. ↑  “아카이브조선 인물정보 - 전용주”. 《조선일보》. 2025년 4월 19일에 확인함.